# Disco Volante (álbum)
Disco Volante es el segundo álbum del grupo estadounidense Mr. Bungle. Es su disco más experimental, más aún si cabe que el anterior, cogiendo sonidos de muy diferentes estilos y cambiando radicalmente de estilo en medio las canciones, normalmente varias veces.
Según el miembro de la banda Trevor Dunn, la creación de Disco Volante se vio influenciada principalmente por el gusto del grupo por el jazz, sumado al gusto de Trey Spruance por la música "exotica, la electro-acústica, la música Noise, del Medio Oriente y techno", al igual que el fanatismo de Mike Patton por "Joe Meek, la banda sonora de Peter Thomas (para la serie de TV) Raumpatrouille, Kagel y los tangos de Troilo"; sumado a esto, Bar (Clinton McKinnon) compuso por primera vez material para la banda a partir de éste disco.
Heifetz y Theo Lengyel no compusieron nada para el álbum, y es el último disco de Mr. Bungle que incluye a Lengyel, quien era un miembro original del grupo.
El álbum fue un fracaso comercial, y por lo que Trevor Dunn dijo en su página web, el tour no fue comercialmente exitoso para los miembros de Mr. Bungle, a pesar de la gran cantidad de gente que asistió a los conciertos.

## Lista de canciones
1. "Everyone I Went to High School With Is Dead" (palabras/música: Dunn) – 2:45
2. "Chemical Marriage" (música: Spruance) – 3:09
3. "Sleep (Part II): Carry Stress in the Jaw" (palabras/música: Dunn) – 8:59
4. "Desert Search for Techno Allah" (palabras: Spruance, música: Spruance/Patton) – 5:24
5. "Violenza Domestica" (palabras: Patton, música: Patton/Spruance) – 5:14
6. "After School Special" (palabras: McKinnon/Dunn/Patton, música: McKinnon) – 2:47
7. "Sleep (Part III): Phlegmatics" (palabras/música: Dunn) – 3:16
8. "Ma Meeshka Mow Skwoz" (palabras/música: Spruance) – 6:06
9. "The Bends" ("Man Overboard", "The Drowning Flute", "Aqua Swing", "Follow the Bubbles", "Duet for Guitar and Oxygen Tank", "Nerve Damage", "Screaming Bends", "Panic in Blue", "Love on the Event Horizon", "Re-Entry") (música: Patton/Spruance/McKinnon) - 10:28
10. "Backstrokin'" (música: Patton) – 2:27
11. "Platypus" (palabras: Dunn, música: Dunn/Spruance) – 5:07
12. "Merry Go Bye Bye"(palabras/música: Spruance) – 12:58

Créditos reales, sacados del cuadernillo que viene incluido.

## Personal
- Producido por Mr. Bungle.
- Ingeniería y mezcla por Billy Anderson.
- Asistido por Mike Johnson.
- Asistentes adicionales: Kevin Donlon, Chris Roberts, Mike Bogus, David Ogilvy, Adam Munoz, Trevor Ward.
- Grabado en Brilliant Studios, Htreet Studios, Coast Recorders, y Shotwell bomb factory, San Francisco: y Mills College Concert Hall, Oakland.
- Mezclado en Soundcastle, Silverlake CA: y Different Fur, San Francisco.
- Masterizado por Bernie Grundman, Los Ángeles.
- Pre Masterizado por Billy Anderson y Mike Johnson.
- Fotografía: Arthur Hertz/Wometco Enterprises. Frente: Joseph A.Thompson. Bandeja: Davis Meltzer/National Geographic image collection (trasera).
- Arte interior por Trey Spruance excepto "Violenza Domestica" por un amigo de Patton. "Techno Allah" usado por cortesía de Bettman.
- Diseño de Arte: Margaret Murray y Gregg Turkington.
- Mánager: Kristin Yee, 1401 Sanborn Ave, Los Ángeles CA 90027.
- I Quit (Danny Heifetz): "Trozo de Madera".
- Trevor Dunn: Base, Vila
- Uncooked Meat Prior to State Vector Collapse (Trey Spruance): Pipa, Teclados/órganos, guitarra, electrónica.
- Clinton MC Kinnon: Saxo Tenor, Clarinetes, Teclados en (6), batería en (5).
- Patton: Voces, microcassette, órganos en (9) y (10), ocarina en (3).
- Theo: Clarinetes Requinto.